# منطقة غير مترجمة 5'

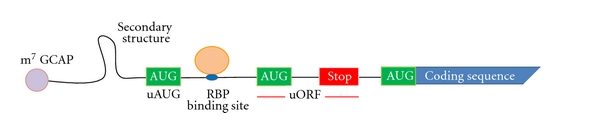
البنية العامة للمنطقة غير المترجمة 5' لرنا رسول.

المنطقة غير مترجمة 5' (بالإنجليزية: The 5′ untranslated region)‏ (5′ UTR) وتعرف كذلك بالتسلسل القائد أو الرنا القائد: هي منطقة من الرنا الرسول تقع مباشرة عكس الاتجاه من كودون البدء. هذه المنطقة مهمة في تنظيم نسخ جزيئات الرنا الرسول عبر آليات مختلفة لدى الفيروسات، بدائيات النوى وحقيقيات النوى. رغم أنها تسمى بالمنطقة غير المترجمة، في بعض الأحيان يُترجم جزء منها إلى بروتينٍ يعمل على تنظيم ترجمة التسلسل الرئيسي المشفِّر في الرنا الرسول. لكن، لدى العديد من الكائنات لا تترجم المنطقة 5′ UTR بالكامل، وبدل ذلك تتطوى إلى بنية ثانوية لتنظيم الترجمة. وُجد أن المنطقة غير المترجمة 5' تتآثر مع بروتينات لها علاقة بالأيض وبروتينات أخرى تُترجِم تسلسلات داخلها. فضلا عن ذلك، تقوم هذه المنطقة بتنظيم النسخ مثل جين تحديد الجنس لدى الدروسوفيلا. وُجد كذلك أن لعناصر تنظيمية داخل المنطقة غير مترجمة 5' صلة بتصدير الرنا خارج النواة.